# Пежо тип 61
Пежо тип 61 (фр. Peugeot Type 61) је моторно возило произведено 1904. од стране француског произвођача аутомобила Пежо у њиховој фабрици у Лилу. У том раздобљу је укупно произведено 147 јединица.
Возило покреће четвороцилиндрични четворотактни мотор који је постављен напред, а преко ланчаног преноса је пренет погон на задње точкове. Његова максимална снага била је 12 КС и запремине 2.155 cm³.
Тип 61 је произведен у варијантама 61 А и 61 Б са међуосовинским растојањем 61 А 230 цм. а 258 цм 61 Б и размаком точкова 61 А 132 цм и 61 Б 140 цм. Облик каросерије је tonneau и купе и има места за четири до пет особа.